# Волио бих да сам голуб
Волио бих да сам голуб је југословенско-немачки филм из 1990. године.

## Кратак садржај
У Славонији 1943. године формирана је партизанска јединица коју су чинили Славонци немачког порекла и дезертери из фашистичке војске. Окупаторске јединице покушале су пронаћи и уништити ову јединицу НОВ како би спречили снажан пропагандни ефекат међу становницима овог краја.
На фону аутентичних догађаја одвија се прича о трагичној судбини вашарског трговца чији је син у СС јединицама а кћи борац партизанске чете јер се нашао пред тешком одлуком: за коју од ове две стране треба да се определи.

## Списак глумаца
| Глумац          | Улога            |
| --------------- | ---------------- |
| Вања Драх       | Хaнс Сулка       |
| Манфред Мох     | Јозeф Сулка      |
| Марина Марковић | Анa Сулка        |
| Петер Модрик    |                  |
| Слободан Негић  | Борис            |
| Леј Луц         | Милан Фолк       |
| Јоахим Нимц     | Гутац            |
| Хилдегард Алекс | Лајзика          |
| Михаел Гербер   |                  |
| Љиљана Ђоковић  | Хилде            |
| Уве Лах         | Гитариста        |
| Јенс Кноспе     | Прохаска         |
| Гојко Митић     | Лукас Матхајс    |
| Марен Шумахер   | Марија Блануса   |
| Младен Нелевић  | Кoмaндант Бразен |
| Сузан Шваб      |                  |
| Вања Албахари   |                  |
| Михајло Форо    |                  |
| Петер Цвиелаг   |                  |
| Андреја Маричић |                  |
| Карл Машвиц     |                  |
| Дарко Милаш     |                  |
| Кристел Петерс  |                  |
| Ранко Гучевац   | Сељак            |
| Вили Шраде      |                  |
| Марио Тура      |                  |
| Дамир Лончар    |                  |
| Михаел Луке     |                  |